# Hamilton (album)
Hamilton, anche noto con il titolo Hamilton: An American Musical, è l'album del musical omonimo del 2015. Il musical è basato sulla biografia di Alexander Hamilton scritta da Ron Chernow con libretto, musiche, testi e arrangiamenti di Lin-Manuel Miranda. Diviene l'album proveniente da un cast di un musical con le maggiori vendite nella prima settimana e con la migliore classifica dal 1963. È stato l'album di un cast di Broadway più venduto del 2015, raggiungendo la prima posizione nella classifica degli album rap, primo cast musicale a riuscirci.
Hamilton vince un Grammy Award come miglior album di musical teatrale nel 2016 e il Billboard Music Award come migliore colonna sonora nel 2017.
| Recensione    | Giudizio |
| ------------- | -------- |
| AllMusic      | [ 7 ]    |
| Billboard     | [ 8 ]    |
| Pitchfork     | 6.9/10   |
| Rolling Stone | [ 10 ]   |
| Vice          | A        |

## Ricezione
L'album del cast debutta nel settembre del 2015 sul sito di NPR. La pubblicazione digitale avviene il 25 settembre 2015 esordendo in diverse classifica ed è pubblicato negli store come un doppio album il 16 ottobre 2015. Debutta al numero uno nella Top Broadway Albums, al terzo posto nella classifica Top Rap Albums, al quinto nella Top Digital Albums, e al nono nella Top Current Albums. Alla sua prima settimana, diviene il secondo album con il maggior numero di vendite per un disco prodotto da un cast di Broadway, solamente dietro all'album del musical Rent.
Dopo i Tony Awards 2016, l'album raggiunge la terza posizione nella Billboard 200: Hamilton diviene uno dei tre cast a raggiungere la top ten della chart negli ultimi cinquant'anni. L'album vende 169.000 nel 2015 e altre 739.000 copie nel 2016, divenendo uno dei cinque album più venduti del 2016. Per la rivista Billboard l'album è da cinque stelle su cinque e lo posiziona al secondo posto tra i 50 migliori album del 2015. Secondo Rolling Stone, che dà all'album un voto quattro stelle e mezzo su cinque, l'album è l'ottavo tra i migliori cinquanta del 2015. Robert Christgau elogia il lavoro sulla rivista Vice: «posso accertare che l'interesse intellettuale intrinseco [nei confronti del lavoro di Lin-Manuel Miranda] che si accende qui è così notevole da essere emozionante».

## Tracce
Testi e musiche di Lin-Manuel Miranda, eccetto dove indicato.
Primo atto
1. Leslie Odom, Jr., Anthony Ramos, Daveed Diggs, Okieriete Onaodowan, Lin-Manuel Miranda, Phillipa Soo, Christopher Jackson, Original Broadway Cast of Hamilton – Alexander Hamilton – 3:56
2. Lin-Manuel Miranda, Leslie Odom, Jr., Anthony Ramos, Daveed Diggs, Okieriete Onaodowan – Aaron Burr, Sir – 2:36
3. Lin-Manuel Miranda, Anthony Ramos, Daveed Diggs, Okieriete Onaodowan, Leslie Odom, Jr., Original Broadway Cast of Hamilton – My Shot – 5:33 (testo: Lin-Manuel Miranda, Oscar Hammerstein II – musica: Lin-Manuel Miranda, Richard Rodgers)
4. Lin-Manuel Miranda, Anthony Ramos, Okieriete Onaodowan, Daveed Diggs, Original Broadway Cast of Hamilton – The Story of Tonight – 1:31
5. Renée Elise Goldsberry, Phillipa Soo, Jasmine Cephas-Jones, Leslie Odom, Jr., Original Broadway Cast of Hamilton – The Schuyler Sisters – 3:06
6. Thayne Jasperson, Lin-Manuel Miranda, Original Broadway Cast of Hamilton – Farmer Refuted – 1:52
7. Jonathan Groff, Original Broadway Cast of Hamilton – You'll Be Back – 3:28
8. Christopher Jackson, Lin-Manuel Miranda, Leslie Odom, Jr., Original Broadway Cast of Hamilton – Right Hand Man – 5:21
9. Leslie Odom, Jr., Lin-Manuel Miranda, Original Broadway Cast of Hamilton – A Winter's Ball – 1:09
10. Phillipa Soo, Original Broadway Cast of Hamilton – Helpless – 4:09
11. Renée Elise Goldsberry, Original Broadway Cast of Hamilton – Satisfied – 5:29
12. Anthony Ramos, Okieriete Onaodowan, Daveed Diggs, Lin-Manuel Miranda, Leslie Odom, Jr. – The Story of Tonight (Reprise) – 1:55
13. Leslie Odom, Jr., Original Broadway Cast of Hamilton – Wait for It – 3:13
14. Original Broadway Cast of Hamilton – Stay Alive – 2:39
15. Anthony Ramos, Lin-Manuel Miranda, Jon Rua, Leslie Odom, Jr., Original Broadway Cast of Hamilton – Ten Duel Commandments – 1:46
16. Lin-Manuel Miranda, Leslie Odom, Jr., Anthony Ramos, Christopher Jackson, Original Broadway Cast of Hamilton – Meet Me Inside – 1:23
17. Phillipa Soo, Lin-Manuel Miranda – That Would Be Enough – 2:58
18. Leslie Odom, Jr., Daveed Diggs, Christopher Jackson, Original Broadway Cast of Hamilton – Guns and Ships – 2:07
19. Christopher Jackson, Lin-Manuel Miranda, Original Broadway Cast of Hamilton – History Has Its Eyes On You – 1:37
20. Original Broadway Cast of Hamilton – Yorktown (The World Turned Upside Down) – 4:02
21. Jonathan Groff – What Comes Next? – 1:39
22. Leslie Odom, Jr., Lin-Manuel Miranda – Dear Theodosia – 3:04
23. Leslie Odom, Jr., Lin-Manuel Miranda, Renée Elise Goldsberrs, Phillipa Soo, Christopher Jackson, Original Broadway Cast of Hamilton – Non-Stop – 6:25

Durata totale: 70:58
Secondo atto
1. Daveed Diggs, Leslie Odom, Jr., Okieriete Onaodowan, Original Broadway Cast of Hamilton – What'd I Miss? – 3:56
2. Christopher Jackson, Daveed Diggs, Lin-Manuel Miranda, Okieriete Onaodowan – Cabinet Battle #1 – 3:35
3. Phillipa Soo, Anthony Ramos, Lin-Manuel Miranda, Renée Elise Goldsberry – Take a Break – 4:46
4. Jasmine Cephas-Jones, Leslie Odom, Jr., Lin-Manuel Miranda, Sydney James Harcourt, Original Broadway Cast of Hamilton – Say No to This – 4:02 (Lin-Manuel Miranda, Jason Robert Brown)
5. Leslie Odom, Jr., Lin-Manuel Miranda, Daveed Diggs, Okieriete Onaodowan, Original Broadway Cast of Hamilton – The Room Where It Happens – 5:18
6. Anthony Ramos, Phillipa Soo, Lin-Manuel Miranda, Leslie Odom, Jr. – Schuyler Defeated – 1:03
7. Christopher Jackson, Daveed Diggs, Lin-Manuel Miranda, Okieriete Onaodowan – Cabinet Battle #2 – 2:22
8. Leslie Odom Jr., Daveed Diggs, Okieriete Onaodowan, Original Broadway Cast of Hamilton – Washington On Your Side – 3:01
9. Christopher Jackson, Lin-Manuel Miranda, Original Broadway Cast of Hamilton – One Last Time – 4:56
10. Jonathan Groff – I Know Him – 1:37
11. Original Broadway Cast of Hamilton – The Adams Administration – 0:54
12. Lin-Manuel Miranda, Daveed Diggs, Leslie Odom Jr., Okieriete Onaodowan – We Know – 2:22
13. Lin-Manuel Miranda, Original Broadway Cast of Hamilton – Hurricane – 2:23
14. Original Broadway Cast of Hamilton – The Reynolds Pamphlet – 2:08
15. Phillipa Soo – Burn – 3:45
16. Anthony Ramos, Ariana DeBose, Sasha Hutchings, Ephraim Sykes, Lin-Manuel Miranda, Original Broadway Cast of Hamilton – Blow Us All Away – 2:53
17. Lin-Manuel Miranda, Anthony Ramos, Phillipa Soo, Original Broadway Cast of Hamilton – Stay Alive (Reprise) – 1:51
18. Renée Elise Goldsberry, Lin-Manuel Miranda, Phillipa Soo, Original Broadway Cast of Hamilton – It's Quiet Uptown – 4:30
19. Daveed Diggs, Okieriete Onaodowan, Leslie Odom, Jr., Lin-Manuel Miranda, Original Broadway Cast of Hamilton – The Election of 1800 – 3:57
20. Leslie Odom, Jr., Lin-Manuel Miranda, Original Broadway Cast of Hamilton – Your Obedient Servant – 2:30
21. Phillipa Soo, Lin-Manuel Miranda – Best of Wives and Best of Women – 0:47
22. Leslie Odom, Jr., Lin-Manuel Miranda, Original Broadway Cast of Hamilton – The World Was Wide Enough – 5:02
23. Original Broadway Cast of Hamilton – Who Lives, Who Dies, Who Tells Your Story – 3:37

Durata totale: 71:15
Note
- My Shot contiene un'interpolazione di Shook Ones Pt. II, scritta da Albert Johnson e Kejuan Waliek Muchita e originariamente interpretata dai Mobb Deep, di Going Back to Cali, scritta da Osten Harvey Jr., Roger Troutman e Christopher Wallace e originariamente interpretata da The Notorious B.I.G., e di You've Got to Be Carefully Taught, scritta da Richard Rodgers e Oscar Hammerstein II e originariamente interpretata da William Tabbert.
- Right Hand Man continene un'interpolazione di I Am the Very Model of a Modern Major-General, scritta da William Schwenck Gilbert e Arthur Sullivan e originariamente interpretata da George Grossmith.
- Ten Duel Commandments contiene un'interpolazione di Ten Crack Commandments, scritta da Christopher Martin, Christopher Wallace e Khary Kimani Turner e originariamente interpretata da The Notorious B.I.G..
- Meet Me Inside contiene un'interpolazione di Party Up (Up in Here), scritta da Earl Simmons e Kasseem Dean e originariamente interpretata da DMX.
- Cabinet Battle #1 contiene un'interpolazione di The Message, scritta da Clifton Chase, Edward Fletcher, Melvin Glover e Sylvia Robinson e originariamente interpretata dai Grandmaster Flash and the Furious Five.
- Say No to This contiene un'interpolazione di Nobody Needs to Know, scritta da Jason Robert Brown e originariamente interpretata da Norbert Leo Butz.
- Cabinet Battle #2 contiene un'interpolazione di Juicy (It's All Good), scritta da Sean Combs, James Mtume, Jean-Claude Olivier e Christopher Wallace e originariamente interpretata da The Notorious B.I.G..
- Blow Us All Away contiene un'interpolazione di Shook Ones Pt. II, scritta da Albert Johnson e Kejuan Waliek Muchita e originariamente interpretata dai Mobb Deep, e di Ten Crack Commandments, scritta da Christopher Martin, Christopher Wallace e Khary Kimani Turner e originariamente interpretata da The Notorious B.I.G..
- The World Was Wide Enough contiene un'interpolazione di Ten Crack Commandments, scritta da Christopher Martin, Christopher Wallace e Khary Kimani Turner e originariamente interpretata da The Notorious B.I.G..

## Classifiche

### Classifiche settimanali
| Classifiche (2015-2016)          | Posizione massima |
| -------------------------------- | ----------------- |
| Australia                        | 42                |
| Belgio (Fiandre)                 | 181               |
| Irlanda                          | 52                |
| Nuova Zelanda Heatseekers Albums | 5                 |
| Regno Unito                      | 69                |
| UK Soundtrack Albums             | 2                 |
| Stati Uniti                      | 3                 |
| US Digital Albums                | 1                 |
| US Top R&B/Hip-Hop Albums        | 1                 |
| US Rap Albums                    | 1                 |
| Ungheria                         | 36                |

### Classifiche di fine anno
| Classifica (2016) | Posizione |
| ----------------- | --------- |
| Stati Uniti       | 10        |
| US Digital Albums | 7         |
| US Rap Albums     | 2         |